# Parafia Świętej Marii Magdaleny w Czarnkowie
Parafia Świętej Marii Magdaleny w Czarnkowie - parafia rzymskokatolicka archidiecezji poznańskiej; powołana w XIII wieku, konsekracji dokonał biskup poznański ks. Jan Węgorzewski.

## Historia kościoła pod wezwaniem św. Marii Magdaleny w  Czarnkowie
Kościół parafialny, dawniej kolegiacki, pw. św. Marii Magdaleny jest najcenniejszym zabytkiem miasta. Początków jego szukać należy w I połowie XIII wieku. W północno-wschodniej  ścianie gotyckiej wieży można z trudem odczytać zatartą datę 1247. Pierwsze pisane źródło historyczne mówi o roku 1298 z zaznaczeniem, że kościół ten należy do najstarszych w diecezji poznańskiej. Z dużym prawdopodobieństwem należy przypuszczać, 
że najstarsza świątynia była budowlą drewnianą. Data 1580, umieszczona na absydzie kościoła oznacza początek budowy w obecnym kształcie, którą to budowę zakończono w roku 1586 
w trzecią niedzielę po Zesłaniu Ducha Świętego, jej konsekracji dokonał biskup poznański, Jan Węgorzewski.
Miejsca namaszczenia zostały oznaczone dwunastoma zacheuszkami. Świeczniki te symbolizują 12 apostołów i każdego roku w rocznicę poświęcenia świątyni, płoną w nich świece.
Kościół zgodnie z dawnym zwyczajem jest orientowany, tzn. jest zwrócony ołtarzem głównym na wschód. Świątynia została wybudowana w stylu późnogotyckim, o czym świadczą nieco spłaszczone sklepienia krzyżowo-żebrowe i gwiaździste o kolistych zwornikach. Świątynia w dawnych czasach była kolegiatą. O jej erygowanie zabiegał Adam Sędziwój Czarnkowski. Po jego śmierci Katarzyna z Leszczyńskich Czarnkowska wraz z synem Franciszkiem Kazimierzem Sędziwojem zwróciła się z prośbą do biskupa poznańskiego, Adama Nowodworskiego, aby kościół wynieść 
do rzędu kolegiat. Dnia 19 stycznia 1632 roku kościół parafialny stał się kolegiatą.
Odtąd pracowało przy nim sześciu duchownych: pierwszy proboszcz - ks. Jan Skierzewski, kustosz, który był zarazem kaznodzieją oraz czterech kanoników. Wszyscy ci duchowni tworzyli kapitułę kolegiacką. Przywilejów kolegiaty używał kościół czarnkowski przez dwa wieki do dnia 16 lipca 1821 roku, kiedy 
to papież Pius VII Bullą „De Salute Animarum” /O Zbawieniu Dusz/ postanowił, że kolegiata stała się ponownie kościołem parafialnym. 
Po wyniesieniu kościoła do rzędu kolegiat, została dobudowana Kaplica Biczowania Pana Jezusa, której fundatorką była Zofia 
z Herbertów Czarnkowska. Kaplica została poświęcona w 1634 roku. Z fundacji Mikołaja i Anny Swiniarskich została dobudowana kaplica św. Jana Nepomucena około 1757 roku. Dwa pożary: 1709 i 1768 były powodem do przeprowadzenia renowacji  w latach 1724–1726 
i po 1768 roku. Większe renowacje kościoła miały miejsce jeszcze w latach 1923 i 1927. W wieży zawieszono dzwon z fundacji proboszcza ks. Stanisława Modlińskiego, odlany w Poznaniu w 1768, natomiast na wieży  zachował się zegar, który pochodzi z XVII wieku.

## Prezbiterium
Uwagę przykuwa barokowy ołtarz. W nastawie umieszczono 
w roku 1844 obraz patronki kościoła św. Marii Magdaleny, którą artysta przedstawił w pokutnej szacie z rozpuszczonymi złotorudymi, tycjanowskimi włosami. Święta wpatruje się w otwartą księgę i leżącą obok trupią czaszkę, która symbolizuje Vanitas – marność i znikomość ziemskiego życia.
Nad obrazem ołtarz zwieńcza wspaniała, kształtem zbliżona 
do trójkąta barokowa gloria. Kształt ten symbolizuje Trójcę Świętą.
Centralnie przedstawiono postać najświętszej Marii Panny Wniebowziętej 
i Ukoronowanej. Nad nią wyciągają ręce w błogosławiącym geście Bóg Ojciec 
i Chrystus, wysoko nad Nimi unosi się srebrzysta Gołębica – symbol Ducha Świętego. Po prawej i lewej stronie umieszczono adorujące anioły i putta, małe aniołki wyłaniające się ze srebrzystych obłoków. Po prawej stronie obrazu patronki znajduje się figura św. Piotra z mieczem i św. Kazimierza Królewicza w czapce książęcej i w szacie ozdobionej błamem gronostajowym.  Po lewej stronie św. Paweł z otwartą księgą i gęsim piórem oraz św. Franciszek z Asyżu w habicie zakonnym, przepasany sznurem z trzema węzłami, symbolizującymi trzy śluby: ubóstwa, czystości i posłuszeństwa; na dłoni świętego znajduje się trupia czaszka – symbol przemijania – częsty motyw baroku. Figury apostołów Piotra i Pawła przedstawiają patronów poznańskiej diecezji.
Figury św. Kazimierza i Franciszka są patronami fundatora kolegiaty. 
Na drzwiach tabernakulum umieszczono symbole Eucharystii: kłosy pszeniczne 
i winne grona. Po jednej i drugiej stronie  prezbiterium ustawiono dwurzędowe rokokowe stalle. Prezbiterium oddziela od nawy głównej łuk tęczowy, 
na którym przedstawiono scenę ukrzyżowania  Zbawiciela.
Obecnie prezbiterium pełni funkcję kaplicy wieczystej adoracji Najświętszego Sakramentu. Adoracja trwa codziennie od zakończenia porannej Mszy św. do rozpoczęcia Mszy świętej wieczornej.

## Kaplica Biczowania Pana Jezusa
Dobudowana w XVII wieku oddzielona od nawy kunsztownie kutą 
w żelazie kratą z panoplią tzn. różnym uzbrojeniem i herbem „Nałęcz”, które świadczą o rycerskich tradycjach rodu Czarnkowskich. W ołtarzu kaplicy wisi obraz ze sceną poprzedzającą biczowanie. Nad obrazem – Wszechwidzące Oko Opatrzności Boskiej w  trójkącie. Pod obrazem – tabernakulum z greckimi literami: Alfa i Omega – symbolizującymi początek i koniec wszechrzeczy.
W antepedium wyhaftowany jest napis:
IN CHRISTO OMNIA – W Chrystusie wszystko i data 1747.
Na przeciwległej ścianie barokowy obraz z charakterystycznym światłocieniem, przedstawiający obraz Golgoty z wyeksponowanym przez strumień światła Krzyżem. Pod obrazem bogato zdobiona złoceniami ławka kolatorska. Kaplica Biczowania była kaplica grobową Czarnkowskich.

## Kaplica Świętych Aniołów Stróżów
W kaplicy mieszczą się najcenniejsze pamiątki Czarnkowa. 
W ołtarzu obraz Anioła Stróża przeprowadzającego przez kładkę małego chłopca nad przepaścią, z której wyłania się paszcza smoka – symbolizująca  szatana. Obraz został namalowany przez Hermana Hana – malarza  baroku. W południowej ścianie wmurowano spiżową tablicę, będącą skrótową, panegiryczną /pełną pochwał/ genealogią rodu Czarnkowskich. Tam też można odczytać historyczną datę założenia Czarnkowa – 1192. Tablicę ufundował w 1602 roku Stanisław Czarnkowski, a odlał ją w spiżu poznański ludwisarz Walenty Kuningh. W zachodniej ścianie widnieje renesansowy przyścienny nagrobek Macieja i Katarzyny Czarnkowskich wykonany z marmuru kararyjskiego. W górnej niszy postać rycerza 
w charakterystycznej renesansowej pozie, przypominającej człowieka pogrążonego we śnie. W dolnej niszy – postać niewieścia w stroju przypominającym zakonny, z różańcem w dłoni. Nagrobek wyszedł spod dłuta Hermana van Hutte i Jana Zaręby. Najcenniejszym zabytkiem jest cynowa trumna z XVII wieku, wykonana przez Jakuba Kanadeja, kryjąca szczątki najznakomitszego przedstawiciela rodu Czarnkowskich – Adama Sędziwoja. Boki trumny są ozdobione tondami – kolistymi reliefami, przedstawiającymi rycerskie czyny zmarłego. Czoło sarkofagu zdobi przymocowany na stałe portret trumienny, będący unikatem sztuki sepulkralnej w Polsce.

## Kaplica Jana Nepomucena
Oddzielona od nawy XVIII wieczną kratą żelazną. W ołtarzu, 
w środkowej części nastawy, św. Antoni Padewski z Boskim Dzieciątkiem na ręku. Po prawej stronie figura św. Jana Nepomucena, po lewej Matka Boska Niepokalanie Poczęta – Apokaliptyczna, której głowa opromieniona jest 12 gwiazdami – symbolizującymi 12 pokoleń Izraela. W antepedium stylizowana Róża – herb rodu Swiniarskich „Poraj”. Kaplica ta jest kaplicą grobową tego rodu – 
w krypcie znajdują się trumny Mikołaja i Anny Swiniarskich oraz dwójki dzieci.

## Nawa główna
Na środkowym podłuczu postacie patronów Polski: św. Stanisława 
i św. Wojciecha. Po lewej stronie, za kaplicą Biczowania, znajduje się ambona, której baldachim zdobią dwie tablice Dekalogu. 
Po przeciwnej stronie znajduje się chrzcielnica z postacią Chrystusa, przyjmującego chrzest w Jordanie z rąk św. Jana Chrzciciela.
Ambona i chrzcielnica ozdobione są stiukowymi, złoconymi ornamentami rokokowymi. Tuż za amboną znajduje się boczny ołtarz Matki Bożej Różańcowej, ozdobiony dwiema spiralnymi kolumnami i rzeźbami św. Jadwigi i niezidentyfikowanej postaci świętej zakonnicy. Po przeciwnej stronie nawy znajduje się drugi boczny ołtarz – Narodzenia Najświętszej Marii Panny. 
Obraz namalowany w warsztacie  Hermana Hana w 1630 roku przedstawia mistyczne narodziny Bogurodzicy, wykwitającej 
z Dzieciątkiem z kielicha lilii – symbolu niewinności. Artysta umieścił postacie wiekowych rodziców Marii św. Anny i św. Joachima. W różnych miejscach nawy głównej ustawione są konfesjonały: po obu stronach wejścia do nawy głównej – dwa rokokowe, w kaplicy Biczowania Pańskiego – potężny, szafiasty, barokowy.

## Kruchta północna
Znajduje się w niej obraz barokowy – św. Rocha – patron morowego powietrza. Święty jest przedstawiony w ubiorze pielgrzyma, prawą nogę ma obnażoną, malarz umieścił na niej niewielką plamkę, będącą pierwszym symptomem dżumy. Groźny pies, który szczerzy zęby jest symbolem zarazy i szatana.

## Kruchta główna
W bocznej ścianie umieszczona jest tablica epitafijna, poświęcona pamięci ostatniego przedwojennego proboszcza tej parafii, księdza kanonika Mikołaja Swinarskiego, który zginął męczeńską śmiercią w obozie koncentracyjnym – Sachsenhausen – Oranienburg w lutym 1940 roku.

## Zakrystia
Przy południowej ścianie znajduje się figura Chrystusa Frasobliwego w cierniowej koronie, pochylonego i zadumanego nad tragizmem cierpień człowieka. Na ścianie zachodniej zawieszono lawaterz rokokowy /naczynie do umywania rąk/ z herbami „Nałęcz” i „Poraj”, które są podtrzymywane przez dwa aniołki /putta/. W zakrystii  znajdują się zabytkowe lichtarze i naczynia liturgiczne. 
Od prezbiterium oddzielają północną /lewą/ zakrystię drzwi żelazne 
z 1578 roku.